# Associazione Calcio Femminile Gravina
L'Associazione Calcio Femminile Gravina è stata una società di calcio di Gravina di Catania, in provincia di Catania.
È stata attiva dal 1979 al 2006, ha disputato dodici stagioni nella massima serie, chiudendo due volte al sesto posto come miglior risultato. È stata la squadra principale della provincia catanese dopo il ritiro della Jolly Catania.

## Storia
La squadra è stata fondata nel 1979 e dopo la scomparsa della Jolly Componibili Catania, l'eredità del calcio femminile a Catania è ricaduta tutta sulle spalle della squadra presieduta da Gianfranco Forza.
Le biancorosse, che fino alla stagione 2003-04 giocavano a Gravina di Catania ma che poi si sono trasferite a Paternò, hanno alle spalle 12 campionati di serie A. Il miglior risultato è stato un doppio 6º posto ottenuto nel 1991-92 e nel 1992-93. L'ultima partecipazione alla massima divisione risale al 2001-02.
Nella sua storia, è stata per quattro volte semifinalista di Coppa Italia.
Dopo la retrocessione, i problemi economici si acuiscono e la società per tre anni disputa la Serie A2, per poi rinunciare all'iscrizione nel 2006. In seguito, dal 2009 al 2012, un'altra società gravinese, la Camaleonte è stata attiva, giungendo fino alla Serie A2.

## Rose passate
- 2001-02, Serie A - Ancora, Caccamo, Calogero, Campagna, Ciaffaglione, Di Bella, Fazio, Finocchiaro, Guglielmino, Leonardi, Messina, Pavone, Randello, Siano, Tosto. Pres.: Forza; all.: Drago, prep. atl. Siano, all. port. Ferlito[14].
- 2005-06, Serie A2 - Leonardi D., Di Bella S., Leonardi, Genovese, Siano, Greco F., Randello, Solano S., Caccamo, Pavone, Pecorino; Loritto, Napoli, Sampini, Messina, Solano D., Sampini. All.: Foti Razzanese[15].